# Акпом, Чуба
Чуба Амечи Акпом (англ. Chuba Amechi Akpom; род. 9 октября 1995 года, Ньюэм, Англия) — английский футболист, нападающий нидерландского клуба «Аякс», выступающий на правах аренды за английский «Ипсвич Таун».

## Клубная карьера
Акпом присоединился к «Арсеналу» в возрасте шести лет. Перед приходом в «Арсенал» Чуба провёл два сезона с местной командой «Риплвей Юнайтед». Своей игрой он привлёк внимание скаутов «Вест Хэма», однако те слишком медлили, и в 2002 году Акпом начал тренироваться в академии «канониров». В сезоне 2013/14 состоялся его дебют в английской премьер-лиге. Это произошло 14 сентября 2013 года в матче против «Сандерленда». Вторую половину сезона Чуба провёл на правах аренды в «Брентфорде» и «Ковентри Сити». C марта 2015 года выступал в аренда за «Ноттингем Форест». Летом 2015 года был арендован на сезон 2015/16 клубом «Халл Сити».
16 августа 2023 года перешёл в нидерландский «Аякс», подписав пятилетний контракт. Сумма трансфера составила 12.3 млн евро.
2 февраля 2025 года до конца сезона перешёл на правах аренды во французский «Лилль».
10 августа 2025 года был арендован английским «Ипсвич Тауном» до конца сезона.

## Карьера в сборной
Чуба выступал за национальные сборные Англии до 17 лет, до 19 лет, до 20 лет, до 21 года.

## Достижения

### Командные
«Арсенал»
- Обладатель Кубка Англии: 2014/15

«Халл Сити»
- Победитель плей-офф Чемпионшипа: 2015/16

«Брайтон энд Хоув Альбион»
- Вице-чемпион Чемпионшипа: 2016/17

ПАОК
- Чемпион Греции: 2018/19
- Серебряный призёр Чемпионата Греции (2): 2019/20, 2021/22
- Обладатель Кубка Греции: 2018/19

### Личные
- Игрок года «Мидлсбро»: 2023
- Лучший бомбардир Чемпионшипа: 2022/23
- Лучший игрок Чемпионшипа: 2022/23